# Vinay Shankar Tiwari
Vinay Shankar Tiwari (Tada, 15 de fevereiro de 1966) é um político indiano. Foi membro da 17ª Assembleia Legislativa de Uttar Pradesh representando o distrito eleitoral de Chillupar. Ele era um membro do Partido Bahujan Samaj. Em dezembro de 2021, ingressou no Samajwadi Party.

## Vida pessoal
Tiwari nasceu em 15 de fevereiro de 1966 na vila de Tada, no distrito de Gorakhpur, em Uttar Pradesh, filho do político Hari Shankar Tiwari. Ele recebeu um diploma de LLB da Lucknow University, em Lucknow, em 1987. Casou-se com Rita Tiwari em 21 de fevereiro de 1992.

## Carreira política
Tiwari pertence a uma família política. Seu pai, Hari Shankar Tiwari, foi seis vezes MLA de Chillupar e seu irmão Bhishma Shankar Tiwari foi MP de Sant Kabir Nagar (2009-2014). Iniciou sua carreira política em 2008 por meio de eleições, foi eleito pelo partido Bahujan Samaj, de Ballia (círculo eleitoral de Lok Sabha), mas perdeu para Neeraj Shekhar, do SP, por uma margem de 1.31.286 votos.
Nas eleições gerais de 2009, ele foi eleito pelo Partido Bahujan Samaj, de Gorakhpur (círculo de Lok Sabha). Ele contestou Yogi Adityanath, mas perdeu por uma margem de 2.20.271 votos.
Em 2017, representou o Chillupar (círculo da Assembleia). Nas eleições da 17ª Assembleia Legislativa de Uttar Pradesh (2017), ele disputou as eleições de Chillupar e foi eleito MLA ao derrotar o candidato do partido Bhartiya Janata, Rajesh Tripathi, por uma margem de 3.359 votos.
Em 2022, nas eleições da Assembleia Legislativa de Uttar Pradesh, ele novamente disputou as eleições do distrito eleitoral de Chillupar, mas perdeu para Rajesh Tripathi, do Partido Bhartiya Janta, por uma enorme margem de 14.243 votos.